# Bjorn Poonen
Bjorn Mikhail Poonen, né le 27 juillet 1968 à Boston, est un mathématicien américain, qui travaille principalement en géométrie arithmétique, et également en théorie des probabilités et en informatique théorique. Il est professeur de mathématiques (Distinguished Professor in Science) au Massachusetts Institute of Technology.

## Carrière
Poonen est ancien élève (1985) de la Winchester High School (en) à Winchester. Il fait ensuite des études de mathématiques et physique à l'université Harvard avec un baccalauréat universitaire summa cum laude en 1989. Il obtient son doctorat en 1994 sous la direction de Kenneth Alan Ribet à l'université de Californie à Berkeley (The Mordell-Weil-Theorem, Rigidity and Pairings for Drinfeld Modules). Il est chercheur postdoctoral en 1994-1995 au Mathematical Sciences Research Institute (MSRI) et à l'université de Princeton : il est Instructor de 1995 à 1997, puis est professeur assistant en 1997 à l'université de Californie à Berkeley. En 2001 il y devient professeur associé puis, en 2004, professeur. En 2008, il est recruté au Massachusetts Institute of Technology, où il est Claude Shannon Professor de mathématiques.
Poonen est chercheur invité à Harvard (2007), professeur invité au MIT (2007), à l'Institut Isaac Newton (1998 en tant que Rosenbaum Fellow, et en 2005), professeur invité à l'université Paris-Sud, au Pacific Institute for the Mathematical Sciences et à l'Institut Henri-Poincaré.
Il est rédacteur fondateur de Algebra & Number Theory. De 2006 à 2008, il est l'un des rédacteurs des International Mathematics Research Notices ; de 2003 à 2004, du Journal of Number Theory et de 1998 à 2006, du Journal de théorie des nombres de Bordeaux. Il est dans le comité de rédaction des journaux Involve (en) et de la série Research Notes in Mathematics avec Brian Conrey, Étienne Ghys, Peter Sarnak et Yuri Tschinkel.

## Travaux
Poonen travaille entre autres en théorie des nombres sur les courbes elliptiques, sur les points rationnels des variétés algébriques, et sur des problèmes de décidabilité en théorie des nombres, comme le dixième problème de Hilbert. Il a également contribué à l'étude d'algorithmes de tri comme le Tri de Shell. Il a aussi publié en théorie des probabilités.
Avec Felipe Voloch (de), Poonen a démontré en 2006 (publication parue en 2010 dans les Annals of Mathematics) une conjecture concernant l'obstruction de Brauer-Manin (en) dans le cas des corps de fonctions. La conjecture stipule que c'est la seule obstruction au principe local-global qui affirme que la solvabilité globale résulte de la solvabilité locale.
Bjorn Poonen est coauteur de The William Lowell Putnam Mathematical Competition 1985-2000 et coéditeur de Arithmetic of Higher-Dimensional Algebraic Varieties.

## Honneurs et prix
Bjorn Poonen a reçu de nombreuses distinctions :
- 2023 : Prix Joseph L. Doob pour Rational Points on Varieties.
- 2016 : Simons Investigatorship[14]
- 2015 : Simons Fellowship[15]
- 2012 : Fellow de l'American Mathematical Society, 2012[16].
- 2012 : Membre élu de l'Académie américaine des arts et des sciences[17]
- 2011 : Prix Chauvenet : pour son article « Undecidability in Number Theory » aux Notices of the American Mathematical Society[6],[18]
- 2011 : Guggenheim Fellow
- Miller Research Professorship (en)  - University of California Berkeley.
- 1998 : Bourse de la Fondation David et Lucile Packard[19]
- 1998 : Bourse Sloan[20]
- Poonen, encore étudiant, a gagné quatre fois la William Lowell Putnam Mathematical Competition (1985, 1986, 1987 et 1988[21]) et en 1985 l'Olympiade américaine de mathématiques et la même année une médaille d'argent à l'Olympiade internationale de mathématiques en tant que membre de l’équipe américaine[22].